# Кызылагаш (Жетысуская область)
Кызылагаш (каз. Қызылағаш) — село в Аксуском районе Жетысуской области Казахстана. Административный центр Кызылагашского сельского округа. Код КАТО — 193265100.

## География
Расположено на трассе Алма-Ата—Усть-Каменогорск в предгорьях Джунгарского Алатау, по выходе на равнину реки Кызылагаш и других рек и ручьёв бассейна р. Биен, теряющихся в песках Жалкум, не доходя до озера Балхаш, поскольку их воды ныне регулируются водохранилищами и разбираются на орошение и населением самого Кызылагаша и более мелких близлежащих аулов.

## Население
В 1999 году население села составляло 2256 человек (1099 мужчин и 1157 женщин). По данным переписи 2009 года в селе проживало 2146 человек (1097 мужчин и 1049 женщин).

## Прорыв плотины 2010 года

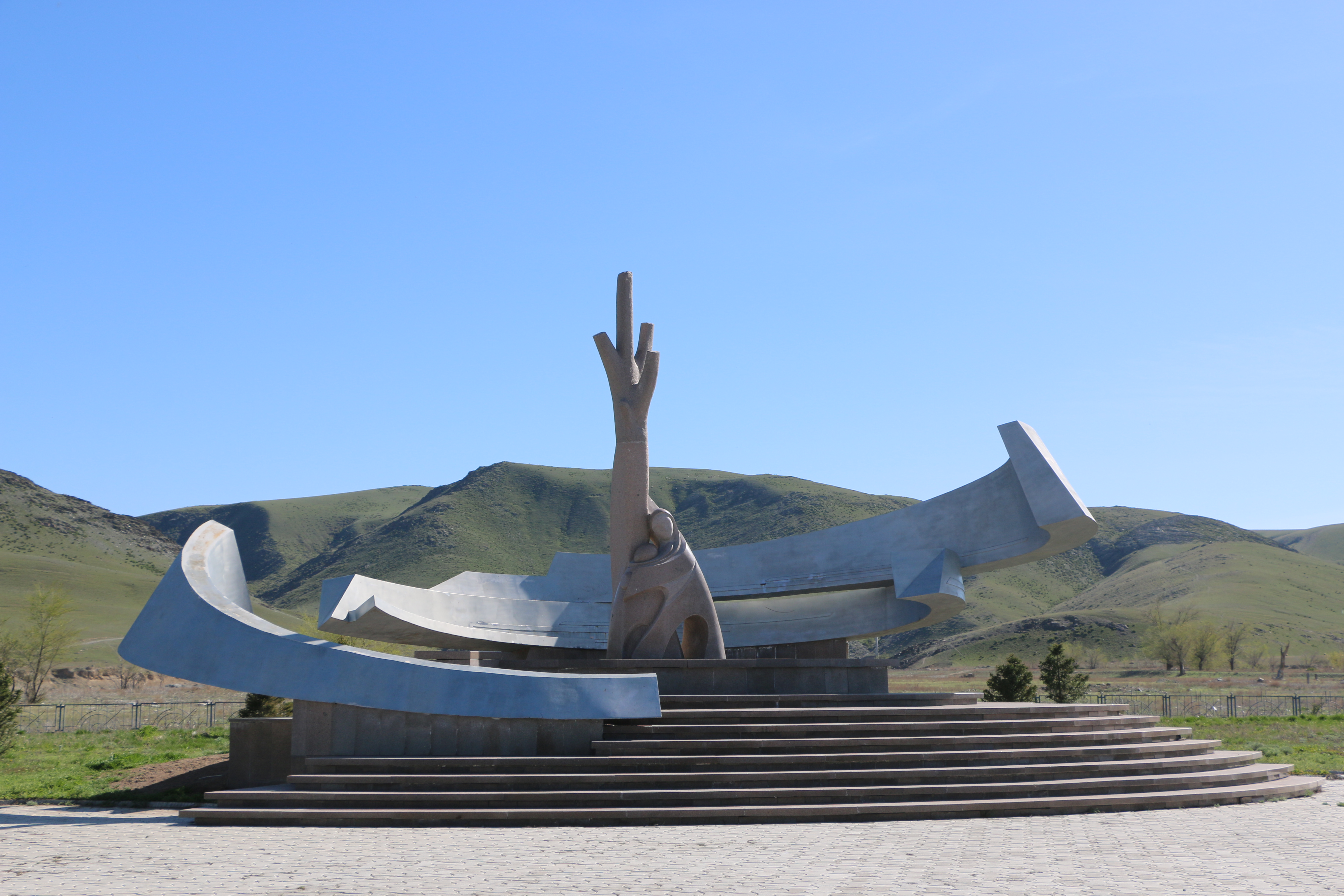
Мемориал наводнения 2010 года в Кызылагаше

Село получило известность в СМИ в ночь с 11 на 12 марта 2010 года, когда выше по течению реки Кызылагаш произошёл прорыв плотины, унёсший жизни 45 человек. На момент трагедии в Кызылагаше проживало 2643 человека, преимущественно казахи, из них 221 (8,4 %) — казахи-оралманы из Китая, имеющие китайское гражданство. После трагедии только оралманы получили право переселиться в другие регионы за государственный счёт, коренным жителям средства были выделены на восстановление жилья в самом селе. Село в результате прорыва плотины оказалось разрушено на 70 %.